# Enrique XXX de Reuss (línea menor)
El príncipe Enrique XXX de Reuss-Köstritz (línea menor) (Kowary, 25 de noviembre de 1864 - íd. 23 de marzo de 1939) fue un militar alemán miembro de la línea menor de la casa soberana de Reuss.

## Biografía

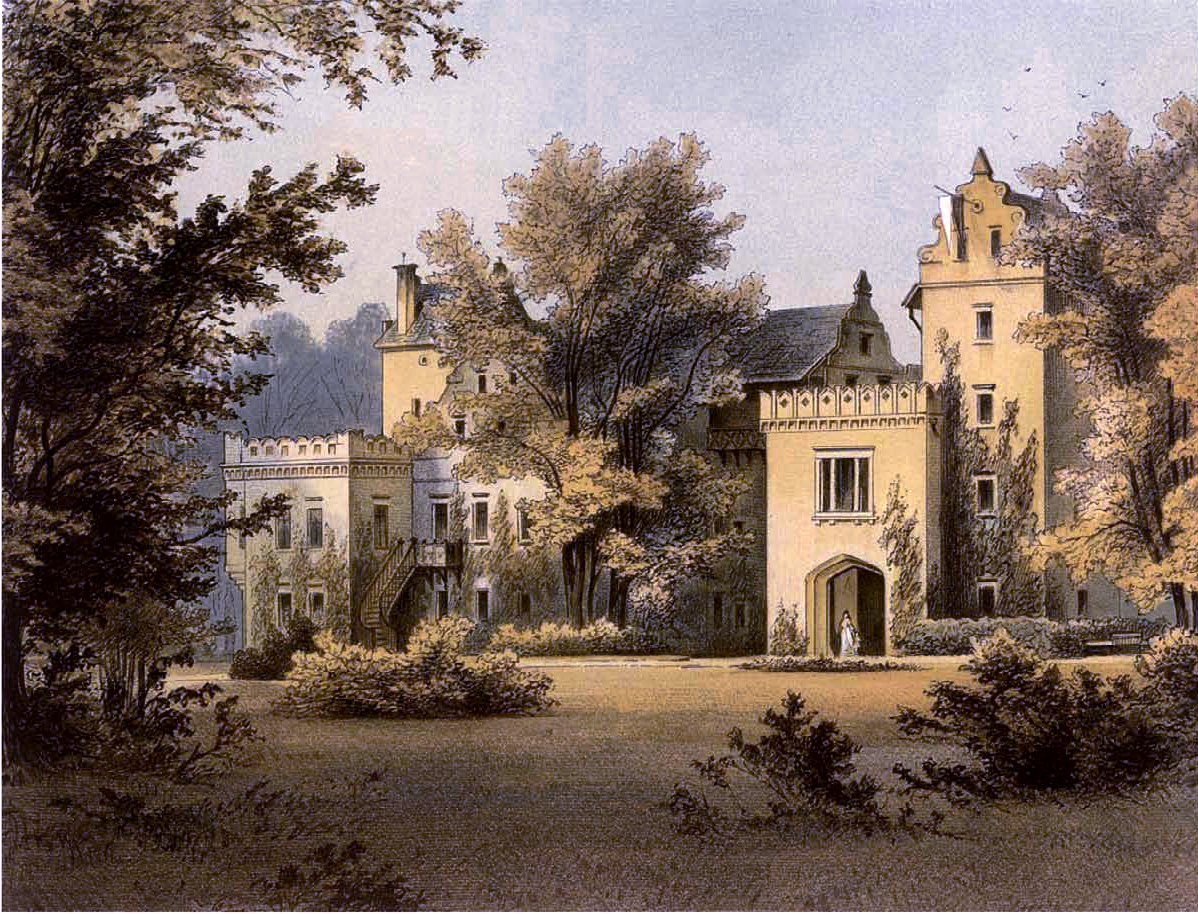
El castillo de Neuhoff donde pasó su infancia

Fue el tercero de los hijos del matrimonio formado por Enrique IX de Reuss-Köstritz (línea menor) y la baronesa Ana María Guillermina Helena de Zedlitz y Leipe. Fueron sus hermanos mayores Enrique XXVI de Reuss-Köstritz (línea menor) (1858-) y María Clementina (1860-). Durante su infancia residió en el castillo de Neuhoff (en polaco, castillo de Nowy Dwór), propiedad de sus padres. 
Como era habitual en los príncipes alemanes de su época siguió la carrera militar, en este caso en el ejército prusiano. En su familia era conocido como Haz.
El 26 de septiembre de 1898 en Breslavia, contrajo matrimonio con la princesa Feodora de Sajonia-Meiningen. Esta princesa era hija del príncipe Bernardo de Sajonia-Meiningen (futuro duque reinante de Sajonia-Meiningen como Bernardo III) y la princesa Carlota de Prusia. Esta última era la nieta primogénita de la reina Victoria por el matrimonio de su hija Victoria con el futuro Federico III de Alemania. La reina Victoria fue representada en la ceremonia por sir Frank Lascelles y envió a su bisnieta como regalo un chal indio. Por su parte, el tío de Feodora, Guillermo II de Alemania y su mujer Augusta Victoria enviaron un servicio de mesa para 24 personas.
El matrimonio no tendría hijos. Se especuló acerca de si tendrían hijos en 1900 y en el caso de que naciera un hijo varón, si sería conocido como Enrique I (en referencia al siglo XX) o XLVI (siguiendo la numeración del siglo XIX).

## Títulos y órdenes
| ● 25 de noviembre de 1864-23 de marzo de 1939: | Su alteza serenísima el príncipe Enrique XXX de Reuss-Köstritz (línea menor) |

### Órdenes
- Condecorado con la Cruz de Honor de primera clase con corona. (Principados de Reuss)
- Caballero de justicia de la Orden de San Juan (Bailazgo de Brandenburgo).[6]
- Caballero de primera clase de la Orden del Águila Roja (Reino de Prusia, 1901)[7]